# Administración de proyectos
En administración de empresas, la gestión de proyectos es la disciplina que estudia el planeamiento, la organización, la motivación y el control de los recursos con el propósito de alcanzar uno o varios objetivos. Un proyecto es un emprendimiento temporal diseñado a producir un único producto, servicio o resultado con un principio y un final definidos (normalmente limitado en tiempo, en costos y/o entregables), que es emprendido para alcanzar objetivos únicos y que dará lugar a un cambio positivo o agregará valor.
La naturaleza temporal de los proyectos se contrapone con las operaciones normales de cualquier organización, las cuales son actividades funcionales repetitivas, permanentes o semi-permantentes que hacen a los productos o al servicio. En la práctica, la gestión de estos dos sistemas suelen ser muy distintos, y requieren el desarrollo de habilidades técnicas y gestión de estrategias diferentes.
El primer desafío para la gestión de proyectos es alcanzar la meta del proyecto, y los objetivos dentro de las limitantes conocidas. Las limitantes o restricciones primarias son el alcance, el tiempo, la calidad y el presupuesto. El desafío secundario, y el más ambicioso de todos, es optimizar la asignación de recursos de las entradas necesarias e integrarlas para alcanzar los objetivos predefinidos. Existen muchas más limitantes que dependen de la naturaleza del proyecto, de seguridad, relacionadas con el medio ambiente, relacionados con la oportunidad de negocio y otras muchas de tipo estratégico de compañía. 
El éxito de un proyecto se corresponde con la consecución de los objetivos de alcance, plazos, coste y calidad mediante una gestión integrada de los mismos.
En gestión de proyectos, el retorno del tiempo invertido (ROTI) es una métrica para evaluar la eficiencia de la ejecución del proyecto. Los proyectos a menudo operan bajo restricciones temporales, lo que convierte al tiempo en un recurso valioso. Prácticas de gestión de proyectos eficaces, como la definición clara de objetivos, la planificación rigurosa y las metodologías ágiles, maximizan el ROTI al asegurar que el tiempo empleado conduzca a resultados exitosos. Monitorear el ROTI permite a los gestores de proyectos reasignar el tiempo para mejorar el rendimiento general del proyecto.

## Historia

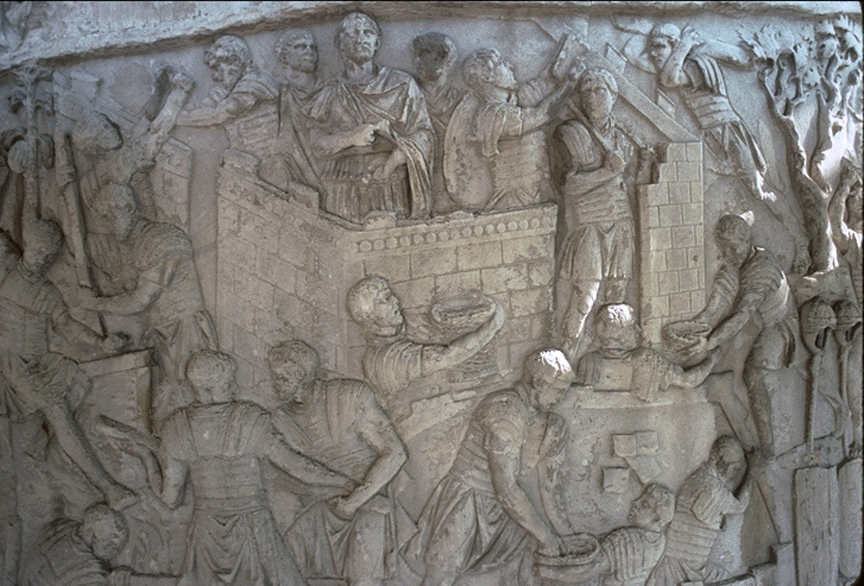
Soldados romanos construyendo un fuerte, Columna de Trajano 113 DC

Hasta 1900 los proyectos de ingeniería civil eran gestionados por arquitectos creativos, ingenieros y maestros mayores de obra, por ejemplo Vitruvius (siglo I AC), Christopher Wren (1632–1723), Thomas Telford (1757–1834) e Isambard Kingdom Brunel (1806–1859). Fue en los años 1950 que las organizaciones comenzaron a aplicar en forma sistemática herramientas y técnicas de administración de proyectos a proyectos de ingeniería muy complejos.

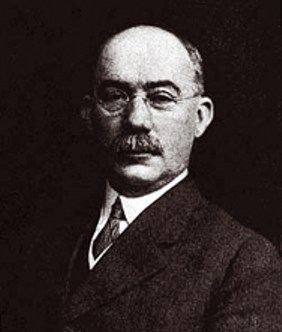
Henry Gantt (1861–1919), padre de técnicas de planeamiento y control

Como disciplina, la gestión de proyectos desarrolló varios campos de aplicación, entre las cuales se encuentra la construcción civil, la ingeniería, la defensa pesada. Los dos precursores de la gestión de proyectos son Henry Gantt, llamado el padre de las técnicas de planeamiento y control, quien es famoso por el uso del diagrama de Gantt como herramienta en la gestión de proyectos (también conocido como Harmonogram, propuesto en primer lugar por Karol Adamiecki); y Henri Fayol por la creación de las cinco funciones de gestión que son el pilar del cuerpo de conocimiento relacionados con proyectos y programas de gestión. Tanto Gantt y Fayol estudiaron y analizaron de las teorías de Frederick Winslow Taylor sobre la organización científica. Su trabajo es el precursor de diversas herramientas de gestión de proyectos modernas como la estructura de descomposición del trabajo (EDT o WBS en sus siglas en inglés) y la asignación de recursos.
Los años 50 marcaron el comienzo de la era de gestión moderna de proyectos donde varios campos fundamentales de ingeniería comenzaron a trabajar como uno. La gestión de proyectos se reconoció como una disciplina única que emergía con modelos de la ingeniería. En Estados Unidos, antes de los años 1950, los proyectos se gestionaban con una base ad hoc, se usaba sobre todo el diagrama de Gantt y otras herramientas informales. En esos tiempos, se desarrollaron dos modelos matemáticos para proyectar tiempos. El "Método de la ruta crítica" (CPM) se desarrolló con las colaboraciones entre la Corporación DuPont y la Corporación Remington Rand para el manejo de proyectos de mantenimiento de planta. Asimismo la "Técnica de revisión y evaluación de programas" o PERT (en sus siglas en inglés, fue desarrollado por Booz Allen Hamilton como parte del programa de submarinos del Ejército de Estados Unidos (en conjunto con Lockheed Corporation)); Estas técnicas matemáticas se popularizaron rápidamente en otros emprendimientos privados.

Diagrama de PERT para un proyecto de siete meses con cinco hitos

Simultáneamente, mientras se desarrollaban modelos de manejo de tiempos para proyectos, evolucionaba la tecnología para estimar costos de proyectos, la gestión de costos y la ingeniería de economía, con el innovador trabajo de Hans Lang entre otros. En 1956, la Asociación Americana de Ingenieros de Costos (ahora conocida como AACE International; Asociación para el avance de la ingeniería de costos), se formó por los primeros practicantes de la gestión de proyectos y especialidades asociadas al planeamiento y programación, estimación de costos, y control de costos/programación (control de proyectos). La AACE continuó su trabajo pionero hasta que en 2006 publicó el primer marco de procesos integrados para portafolios, programa y gestión de proyectos (gestión de costo total).
La Asociación Internacional para la Gestión de Proyectos (IPMA en sus siglas en inglés) fue fundada en Europa en 1967, como una federación de varias asociaciones nacionales de gestión de proyectos. IPMA mantiene su estructura federal actualmente y acepta miembros de todos los continentes. IPMA ofrece una certificación de cuatro niveles que se basa en los pilares de competencias básicas de IPMA (ICB). La certificación abarca competencias técnicas, contextuales y del comportamiento.
En 1969, se formó el Project Management Institute (PMI, Instituto para la Gestión de Proyectos) en Estados Unidos. PMI publica "A Guide to the Project Management Body of Knowledge" (Guía del PMBOK), que describe las prácticas más comunes para "la mayoría de los proyectos, la mayor parte del tiempo". PMI también ofrece diversas certificaciones.

El desarrollo de la sociedad digital 3.0 está revolucionando la forma y procedimientos de la gestión. Dicho desarrollo ha permitido la interactividad y participación en la gestión de proyectos de profesionales muy diversos. Mediante la comunicación digital en Linkedin se han creado grupos muy activos como el de Dirección Estratégica de Proyectos con más de 7.500 integrantes de todo el mundo.
Características principales:
- Visión única del cliente, incluyendo servicio de la historia, los contactos y direcciones
- Partes de servicio inteligente de búsqueda y requisa basado en la lógica cumplimiento flexibles
- Escaladas de apoyo técnico y alerta a los clientes disparadores definidos por el usuario (estado del pedido, SLA, DOA, la historia del producto, la gravedad, etc)
- Reglas de tiempo de respuesta sofisticada, priorización y asignación
- Universal de cola de solicitudes de servicio para capturar una variedad de necesidades de los clientes
- Resolver problemas de forma colaborativa a través de la creación, la delegación y el seguimiento de proyectos y tareas.
- Agilizar la resolución de problemas mediante la funcionalidad de la gestión del conocimiento incrustado
- Programación interactiva y el envío en tiempo real de los recursos

Principales Beneficios:
- Resolver problemas de manera más eficiente y eficaz
- Disminuir tiempos promedio de manejo de llamadas
- Aumentar la satisfacción del cliente
- Haga que el técnico adecuado esté en el lugar correcto en el momento más propicio.

## Enfoques
Existen varios enfoques para la gestión de actividades de un proyecto, incluyendo enfoque lean (producción esbelta), reiterativo, incremental y en fase.
Sin importar la metodología utilizada, se deben considerar cuidadosamente los objetivos totales del proyecto, los tiempos, los costos, así también como los roles y responsabilidades de cada participante (Interesados o stakeholders).

### Tradicional
Un enfoque en fases tradicional identifica una secuencia de pasos a seguir. En el "enfoque tradicional", se distinguen cinco componentes de desarrollo (cuatro pasos y un control):
1. Iniciación
2. Planeamiento y diseño

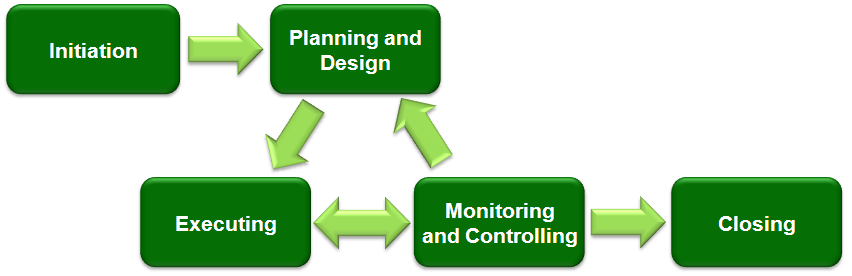
Fases típicas de desarrollo en un proyecto de ingeniería

3. Ejecución (realización) y construcción
4. Sistemas de monitoreo y control
5. Cierre (entrega)

No todos los proyectos tendrán todas las etapas, algunos proyectos se cancelan antes de llegar al cierre, algunos proyectos no siguen un planeamiento estructurado o no son monitoreados, y algunos proyectos pueden repetir los pasos 2, 3 y 4 varias veces.
Muchas industrias usan variaciones de estas etapas. Por ejemplo, cuando se trabaja en el diseño y construcción de aparejos, normalmente el proyecto avanzará por etapas como, pre-planeamiento, diseño conceptual, diseño esquemático, diseño de desarrollo, planos de construcción (o contratos), y administración de la construcción. Para el desarrollo de software, este enfoque se conoce como modelo en cascada. Esto es una serie de tareas concatenadas una detrás de la otra en secuencia lineal. Para el desarrollo de software, las organizaciones han adaptado el proceso unificado de Rational (RUP en sus siglas en inglés) para que encaje en este método, aunque RUP no lo requiera ni recomienda esta práctica en forma explícita. El modelo en cascada, funciona bien en proyectos pequeños y bien definidos, pero suele fallar en proyectos más abarcativos y de naturaleza más ambigua. El cono de incertidumbre explica que esto es lo que ocurre en el planeamiento del proyecto con altos grados de incertidumbre ya que significa la realización de un producto totalmente nuevo.
En proyectos donde los requisitos no han finalizado y pueden cambiar, se utiliza la gestión de requisitos para desarrollar una definición completa y precisa del comportamiento del software que puede servir como base del desarrollo. Aunque los términos pueden variar entre los distintos tipos de industria, las etapas siguen pasos en común para resolver problemas -"definir el problema, poner las opciones en una balanza, elegir el camino, implementar y evaluar."
Dentro de este enfoque el modelo más implantado es el del Project Management Institute (PMI) que incluye certificaciones profesionales para responsables de proyecto (PMP).

### PRINCE2
PRINCE2 es un enfoque estructurado a la gestión de proyectos que se publicó en 1996 como un método genérico para la gestión de proyectos. Combina la metodología original PROMPT (la cual evolucionó en el método PRINCE) con el MITP de IBM (gestión de la implementación del proyecto total). Este enfoque brinda un método de gestión en un marco muy definido.
PRINCE2 se centra en definir y entregar productos, en particular en la calidad de los requisitos. Como tal, define que un proyecto es exitoso cuando es orientado a la entrega (no orientado a las actividades o a las tareas) a través de la creación un conjunto de productos acordados que definen el alcance del proyecto y brinda una base para el planeamiento y el control. Es decir, cómo se coordinan a las personas y a las actividades, cómo diseñar y supervisar la entrega del producto, y qué se hace si el producto y por lo tanto el alcance del proyecto necesita ajustarse si no transcurre como planeado.
En el método, cada proceso se especifica con sus entradas y salidas claves y con las metas y actividades específicas para poder entregar el resultado del proyecto como fue definido en el Caso de Negocio. Esto permite que haya una evaluación continua y se realicen ajustes cuando ocurren desvíos del caso de negocio.
PRINCE2 brinda un lenguaje común para todos los participantes de un proyecto. El marco de gobierno de PRINCE2 -los roles y responsabilidades- se describen en forma completa y necesitan adaptarse a la complejidad de los proyectos y capacidades de la organización.

### Gestión de Proyectos por Cadena Crítica
La Gestión de Proyectos por Cadena Crítica (CCPM en sus siglas en inglés) es un método bres intrínsecas de la gestión. Tiene en cuenta la disponibilidad limitada de los recursos (físicos, habilidades humanas, gestión y capacidad) necesarios para llevar a cabo el proyecto.
CCPM es una aplicación de la teoría de restricciones (TOC en sus siglas en inglés) en proyectos. La meta es aumentar el flujo de proyectos en una organización (throughput o volumen de trabajo). Implementado los tres primeros puntos correlativos de implementación de TOC, se pueden identificar las limitaciones del sistema para todos los proyectos, así también como los recursos. Para aprovechar las limitaciones, se dan prioridades a las tareas de la cadena crítica por encima del resto de las actividades.  Finalmente, los proyectos son planeados y administrados para asegurar que los recursos estén disponibles cuando se deba comenzar una tarea de la cadena crítica, subordinando todos los otros recursos a la cadena crítica.
El plan del proyecto debe someterse a una nivelación de recursos, y la secuencia más grande de tareas limitadas por recursos es considerada la cadena crítica. En algunos casos, como cuando se administran sub-proyectos terciarizados, se recomienda usar un enfoque simplificado sin la nivelación de recursos.
En ambientes de proyectos múltiples, la nivelación de recursos deben atravesar todos los proyectos. Sin embargo, basta con identificar (o seleccionar) un solo "tambor". Se llama tambor al recurso que actúa como restricción a través de todos los proyectos, que si escalonan con el fundamento de la disponibilidad de ese recurso solo.
Se puede también usar un "tambor virtual" al seleccionar una tarea o grupo de tareas (normalmente puntos de integración) y limitar el número de proyectos en la etapa de realización.

## Sistemas de control de proyectos
El control de un proyecto se debería establecer como una función independiente de la gestión del mismo. En esencia, consiste en implementar procesos de control y verificación durante el desarrollo de un proyecto de cara a reforzar los objetivos de rendimiento predefinidos. El control de proyectos también incluye las siguientes tareas:
- La creación de una infraestructura que permita a los responsables del control disponer en todo momento de la información adecuada y actualizada del proyecto.
- El establecimiento de canales de comunicación para informar de las desviaciones en los hitos planificados del proyecto.
- Fijar un sistema con los  indicadores clave de desempeño.
- El establecimiento de métodos que garanticen a una adecuada estructura y asignación de recursos en el proyecto, la organización de los flujos de trabajo (workflow), y la creación de códigos de buen gobierno.
- Asignar recursos para la formación de los integrantes del proyecto[25] en aquellas áreas que lo requieran, principalmente para evitar los errores más comunes en la gestión de proyectos.[26]
- Garantizar la transparencia en la ejecución de todas las tareas que componen el proyecto.

El cumplimiento e implementación de estas tareas se puede lograr a través del uso de herramientas y métodos específicos, como los siguientes:
- Análisis de inversiones.
- Análisis de coste-beneficio.
- Encuestas de expertos.
- Simulaciones.
- Análisis de la tendencia en el cumplimiento de hitos.
- Análisis de la tendencia de costes.
- Revisión de implementación.

El efectivo control de un proyecto permite que esté bien encaminado y se ejecute a tiempo y según lo presupuestado. Comienza en las etapas tempranas de la planificación y termina con la fase de revisión, una vez que ha concluido el proyecto. Los proyectos se pueden  auditar o revisar durante su desarrollo. Las auditorías formales normalmente analizan el cumplimiento de la planificación o los riesgos que se están asumiendo. Los gestores del proyecto suelen ser los que fijan los objetivos de dicha auditoría. El examen puede incluir una comparativa entre los procesos aprobados para la gestión del proyecto y cómo se está realmente  administrando. Cada proyecto se debería evaluar según el nivel de control que se necesite: demasiado control consume tiempo, mientras que la laxitud puede acarrear demasiados riesgos.

## Estándar internacional
El estándar internacional ISO 21500, Guía para la Gestión de Proyectos,  desarrollado por la Organización Internacional de Normalización (ISO) describe los conceptos y principios de la gestión de proyectos. La última versión fue publicada en 2012 como la norma ISO 21500:2012.